# In den Rödern bei Babenhausen
In den Rödern bei Babenhausen ist ein Natura-2000-Gebiet bei Babenhausen im Landkreis Darmstadt-Dieburg in Südhessen. Das kombinierte FFH- und Vogelschutzgebiet schützt das größte Sandrasengebiet in der Untermainebene mit zahlreichen seltenen Arten. Zur Landschaftspflege werden Przewalski-Pferde eingesetzt. Bis 2007 diente das Gelände als Truppenübungsplatz.

## Lage
Das Gebiet „In den Rödern bei Babenhausen“ liegt im Naturraum Oberrheinisches Tiefland, Untermainebene, Untereinheit Lettbusch (232.231). Es befindet sich südöstlich der Stadt Babenhausen (Gemarkung Babenhausen). Im Westen wird es von der Landesstraße 3116 begrenzt, im Süden von der Ludwigsschneise und im Nordosten vom Langstädter Weg. Die mittlere Meereshöhe beträgt 132 Meter, die höchste Erhebung ist im Nordwesten der (ehemalige) „Galgenbuckel“ mit 137,6 Metern.

## Beschreibung
Es ist ein Sanddünengebiet aus eiszeitlichen Terrassen- und Flugsanden. Die geschützte Fläche von 85,68 Hektar verteilt sich auf etwa 67 Hektar waldfreies Gelände und etwa 18 Hektar Wald.
Durch die lange militärische Nutzung blieb das Gebiet von Bioziden und Düngung verschont, und es konnten sich großflächig magere Sandrasengesellschaften entwickeln. Die Sandsteppe besteht aus Dünen mit offenen Grasflächen mit Silbergras und Straußgras, dazwischen eingestreut liegen trockene Sandheiden mit Besenheide und Ginster. Stellenweise wachsen kleinere Gruppen von Kiefern. Die meisten Sandflächen sind nährstoff- und kalkarm. In einigen Vertiefungen und Mulden bilden sich nach Regenfällen zeitweilig Kleinstgewässer, die rasch von Pionierpflanzen und Amphibien besiedelt werden. Der Wald im Süden und Südosten ist bodensaurer Buchenwald, Eichenwald, Misch- und Nadelwald.

## Geschichte

### Militärische Nutzung

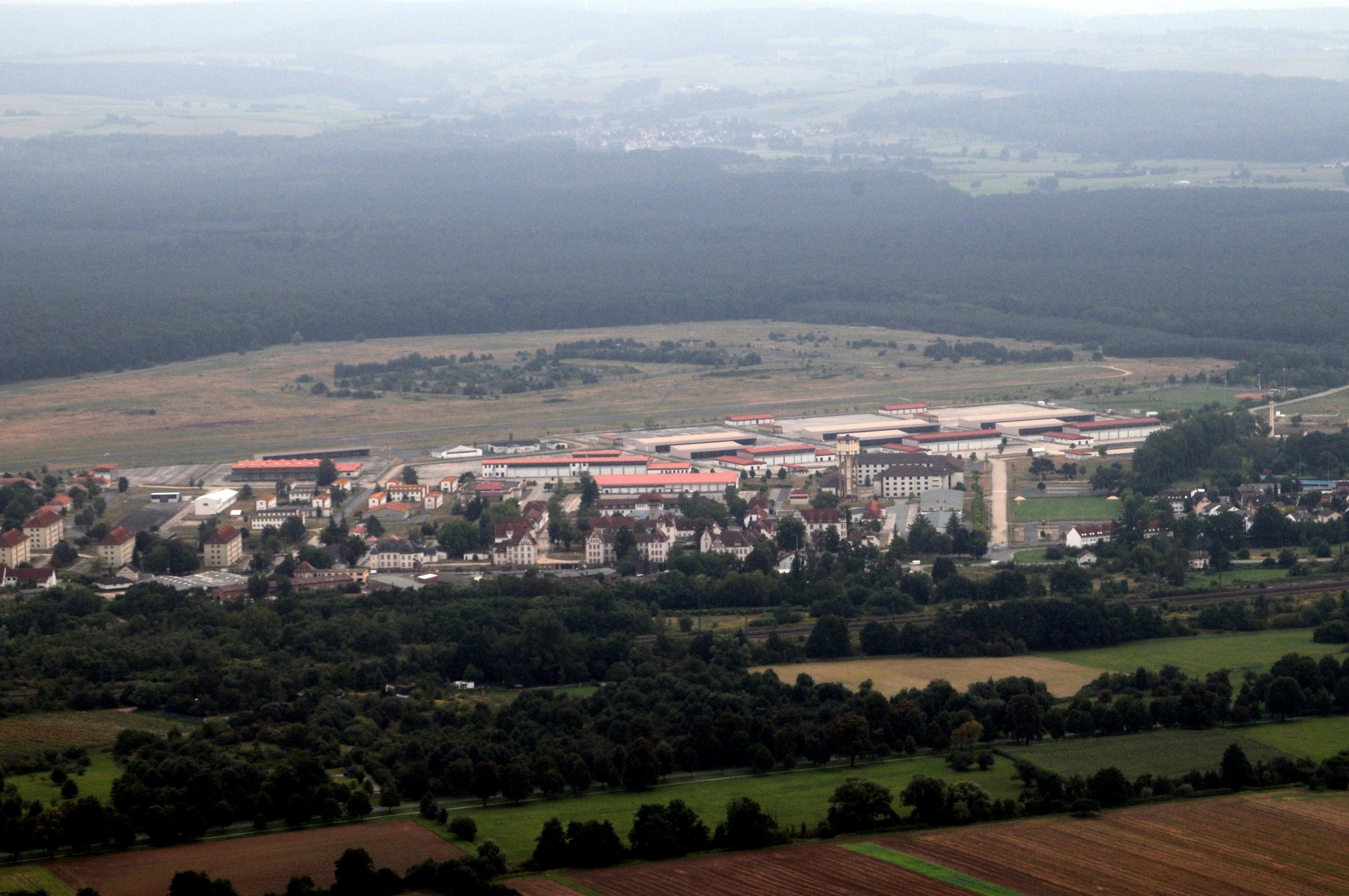
Babenhäuser Kasernengelände und ehemaliger Truppenübungs- und Flugplatz (Luftbild, 2008)

In den Jahren 1900 und 1901 wurden die Babenhäuser Kasernengebäude an der Landstraße nach Aschaffenburg errichtet. Das sandige Gelände südlich der Kaserne wurde als Exerzierplatz erworben und ab 1901 vom dortigen Artillerieregiment genutzt. Von 1919 bis 1936, als keine Artillerie in Babenhausen stationiert war, diente das Gebiet zunächst wieder als Schafweide. Ab 1936 wurde das Gelände wieder militärisch genutzt, unter anderem für die Pferdeausbildung der „Wehrkreis-Reit- und Fahrschule“.
Dazu kam ab 1934 die Nutzung von Teilen des Gebietes als Militärflugplatz „Fliegerhorst Babenhausen“ durch die Luftwaffe der Wehrmacht. Im Zweiten Weltkrieg war er kurzzeitig Feldflugplatz. Bei einem Luftangriff am 24. Dezember 1944 wurde der Flugplatz durch Bomben stark beschädigt.
Nach dem Krieg diente der Exerzierplatz zeitweise als Gefangenenlager und verwandelte sich in eine Zeltstadt mit bis zu 30.000 ehemaligen deutschen Soldaten. Im August 1951 wurde die Kaserne offiziell amerikanische Garnison der United States Army. Im Norden des Truppenübungsplatzes wurde eine asphaltierte Start- und Landebahn gebaut. Im Zentrum des Gebietes entstand eine massiv eingezäunte Raketenstellung mit Mannschaftsgebäuden und MLRS-Raketenwerfern, die 1983 durch Patriot-Raketenstellungen ersetzt wurden. Ab 2003 fanden nur noch unregelmäßig militärische Übungen der US-Streitkräfte auf dem Gelände statt. Nach dem Abzug der US-Army 2007 wurden die Kaserne und das Gelände an die Bundesanstalt für Immobilienaufgaben beziehungsweise den Bundesforst übergeben.

### Nutzung als Segelflugplatz
Seit 1923 wurde der nördliche Teil des Geländes auch für den Luftsport, vor allem von Segelfliegern, verwendet. Der Luftsportclub Babenhausen nutzte den Flugplatz Babenhausen bis zum Mai 2019. Die Erlaubnis für den Flugbetrieb wurde entzogen, weil das ehemalige Kasernengelände zu Wohnzwecken umgewandelt wird. 2020 wurde die asphaltierte Start- und Landebahn abgerissen.

### Schutzgebiet
Wegen der zahlreichen seltenen Tiere und Pflanzen, die auf dem sandigen Übungsplatz ihren Lebensraum gefunden hatten, wurde bereits 1991 von Naturschutzverbänden eine Ausweisung als Naturschutzgebiet beim Regierungspräsidium Darmstadt beantragt. Im Jahr 2008 erfolgte schließlich die Ausweisung als kombiniertes FFH-Gebiet und EU-Vogelschutzgebiet (DE 6019-302) im Natura-2000-Schutzgebietsverbund.
2008 und 2009 veranlasste die Untere Naturschutzbehörde des Landkreises Darmstadt-Dieburg, dass die militärischen Anlagen, Straßen und Zäune im Schutzgebiet abgebaut und die Umwallungen der ehemaligen Raketenstellungen abgetragen oder zu naturnahen Biotopen umgestaltet wurden. Bislang hatten die Panzer die Flächen offen gehalten, nun drohte das Gebiet zu verbuschen. Übergangsweise erfolgte eine Beweidung durch Schafe. Seit 2014 beweiden Przewalski-Pferde dauerhaft den größten Teil des Gebietes.

## Flora und Fauna

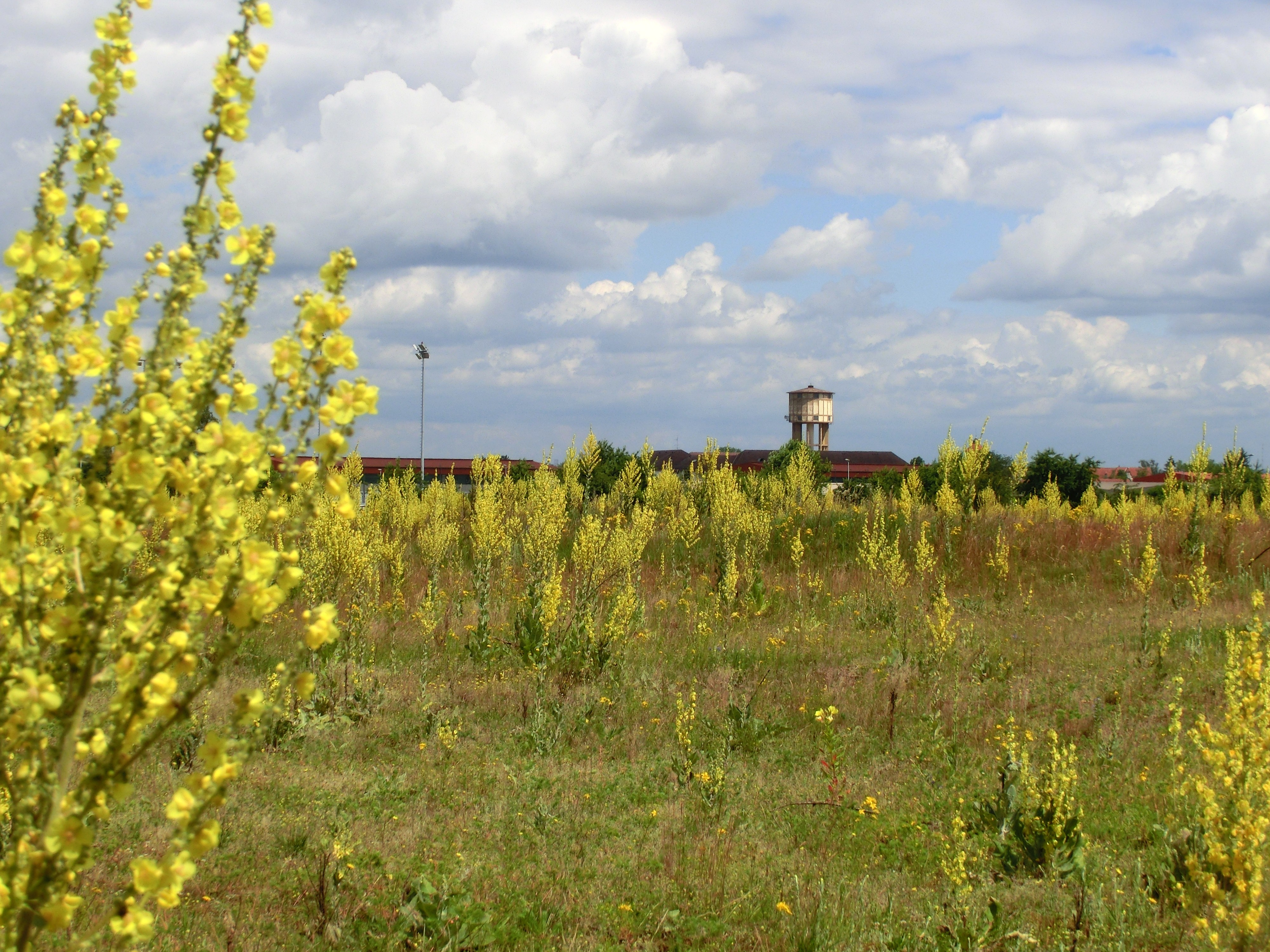
Sandrasen mit blühender Flockiger Königskerze (2016)

Die Sandvegetation enthält zahlreiche an Trockenheit angepasste Pflanzenarten, darunter viele gefährdete bzw. geschützte Arten. Bemerkenswert ist die seltene Flockige Königskerze, die hier große Bestände bildet. Weitere Besonderheiten sind Silbergras, Heide-Nelke, Sand-Grasnelke, Sand-Strohblume, Berg-Sandglöckchen, Frühe Haferschmiele, Nelken-Haferschmiele, Buntes Vergissmeinnicht, Kleiner Vogelfuß, Ausdauernder Knäuel, Bauernsenf, Platterbsen-Wicke, mehrere Filzkraut-Arten, Sand-Thymian, Echtes Johanniskraut, Silber-Fingerkraut und Behaarter Ginster. Außerdem kommen verschiedene Flechtenarten und der Hasen-Stäubling in den Sandrasen vor.
Die Sandsteppe bietet Lebensraum für zahlreiche gefährdete Vogelarten des Offenlandes. Brutvögel sind unter anderem Neuntöter, Heidelerche, Feldlerche und Schwarzkehlchen, als Durchzügler kommen Braunkehlchen und Steinschmätzer vor. Grauspecht und Mittelspecht brüten im Waldbereich des Schutzgebietes.
Mehrere Fledermausarten wurden nachgewiesen, darunter Breitflügelfledermaus, Zwergfledermaus, Großer und Kleiner Abendsegler und Braunes Langohr. Im Gebiet leben Zauneidechsen, an den kleinen Mulden und Tümpeln laichen die Kreuzkröte und in manchen Jahren auch die Gelbbauchunke.
Außerdem finden sich viele bemerkenswerte Insekten, wie Kleiner Sonnenröschen-Bläuling, Weißer Waldportier und die Grabwespe Tachysphex panzeri. In den offenen Sandflächen siedelt die größte hessische Population der Kreiselwespe. Acht gefährdete Heuschreckenarten wurden nachgewiesen, darunter die wärmeliebenden Arten Blauflügelige Ödlandschrecke, Gefleckte Keulenschrecke, Steppengrashüpfer, Westliche Beißschrecke und Weinhähnchen. In dem Eichenwald und am Waldrand hat der stark gefährdete Hirschkäfer seinen Lebensraum.

## Erhaltungs- und Schutzziele
In dem kombinierten FFH- und Vogelschutzgebiet sollen folgende Lebensraumtypen erhalten werden:
- 2310 Trockene Sandheiden mit Calluna und Genista
- 2330 Dünen mit offenen Grasflächen mit Corynephorus und Agrostis

sowie kleinflächig
- 3130 Oligo- bis mesotrophe, basenarme Stillgewässer der planaren bis subalpinen Stufe der kontinentalen und alpinen Region und der Gebirge

Erhaltungsziele der Arten nach Anhang II FFH-Richtlinie:
- Hirschkäfer (Lucanus cervus)

Erhaltungsziele der Brutvogel-Arten nach Anhang I der Vogelschutz-Richtlinie:
- Brachpieper (Anthus campestris)
- Heidelerche (Lullula arborea)
- Grauspecht (Picus canus)
- Mittelspecht (Dendrocopos medius)
- Neuntöter (Lanius collurio)
- Ziegenmelker (Caprimulgus europaeus)

Erhaltungsziele der Brutvogel-Arten nach Artikel 4, Absatz 2 der Vogelschutz-Richtlinie:
- Gartenrotschwanz (Phoenicurus phoenicurus)
- Schwarzkehlchen (Saxicola torquata)
- Steinschmätzer (Oenanthe oenanthe)
- Wendehals (Jynx torquilla)

## Beeinträchtigungen und Störungen
Die offenen Sandlebensräume werden durch Verbuschung mit Kiefern und Brombeeren sowie durch das Aufkommen nicht-heimischer Gehölze wesentlich beeinträchtigt. Problematisch sind hier vor allem die Spätblühende Traubenkirsche, der Götterbaum und die Robinie. Im Bereich der ehemaligen Raketenstellungen ist der Boden durch starke Umlagerungen mit anderen Substraten vermischt und nährstoffreicher, was auf Luftbildern durch die grünere Farbe erkennbar ist. Durch illegalen Motocrossbetrieb wurden bodenbrütende Vögel, Zauneidechsen und Kreuzkröten gestört. Auch frei laufende Hunde und abseits der Wege laufende Spaziergänger gefährden diese Tiere.

## Pflege und Bewirtschaftung

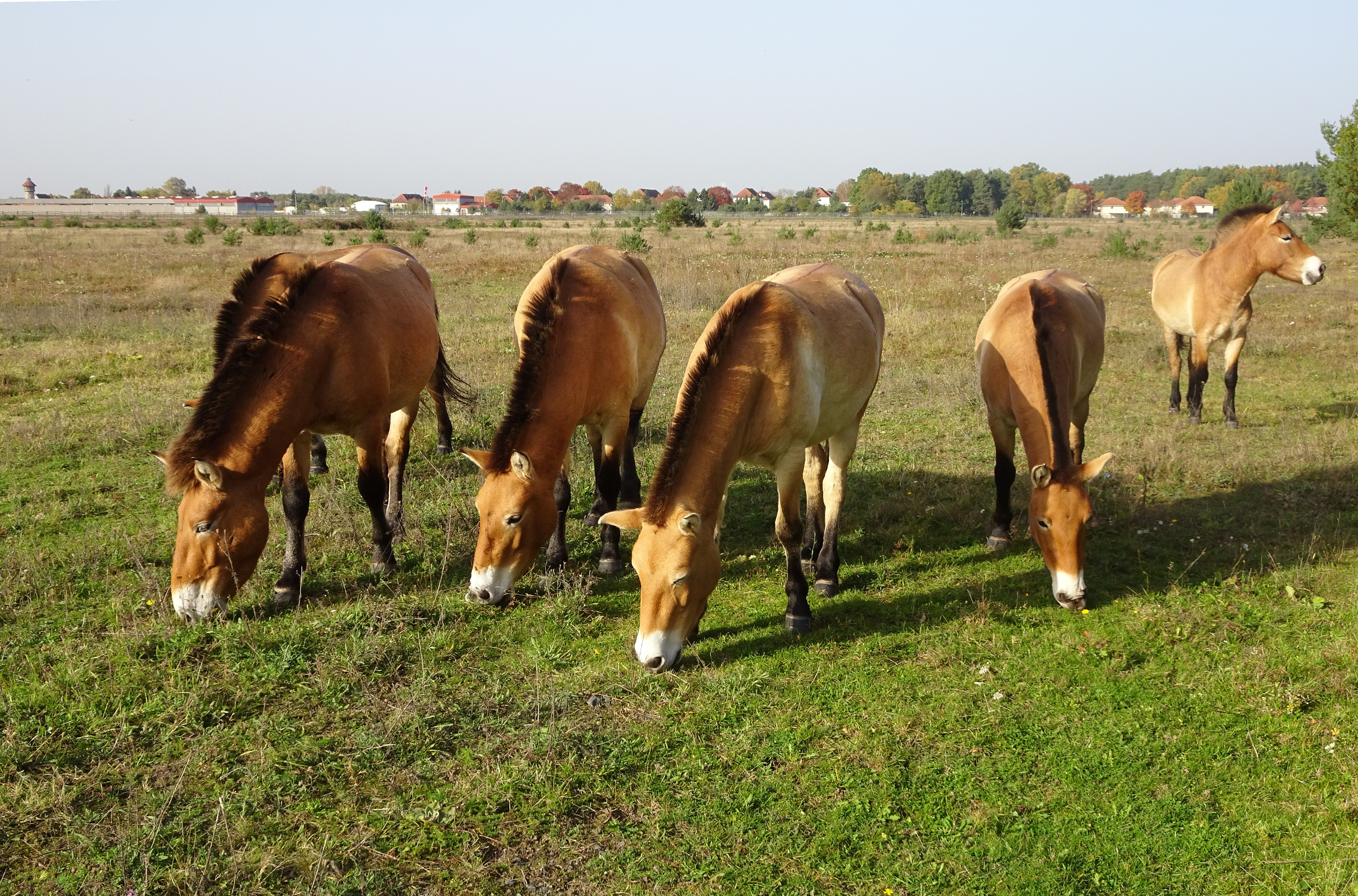
Beweidung durch Przewalski-Pferde (2017)

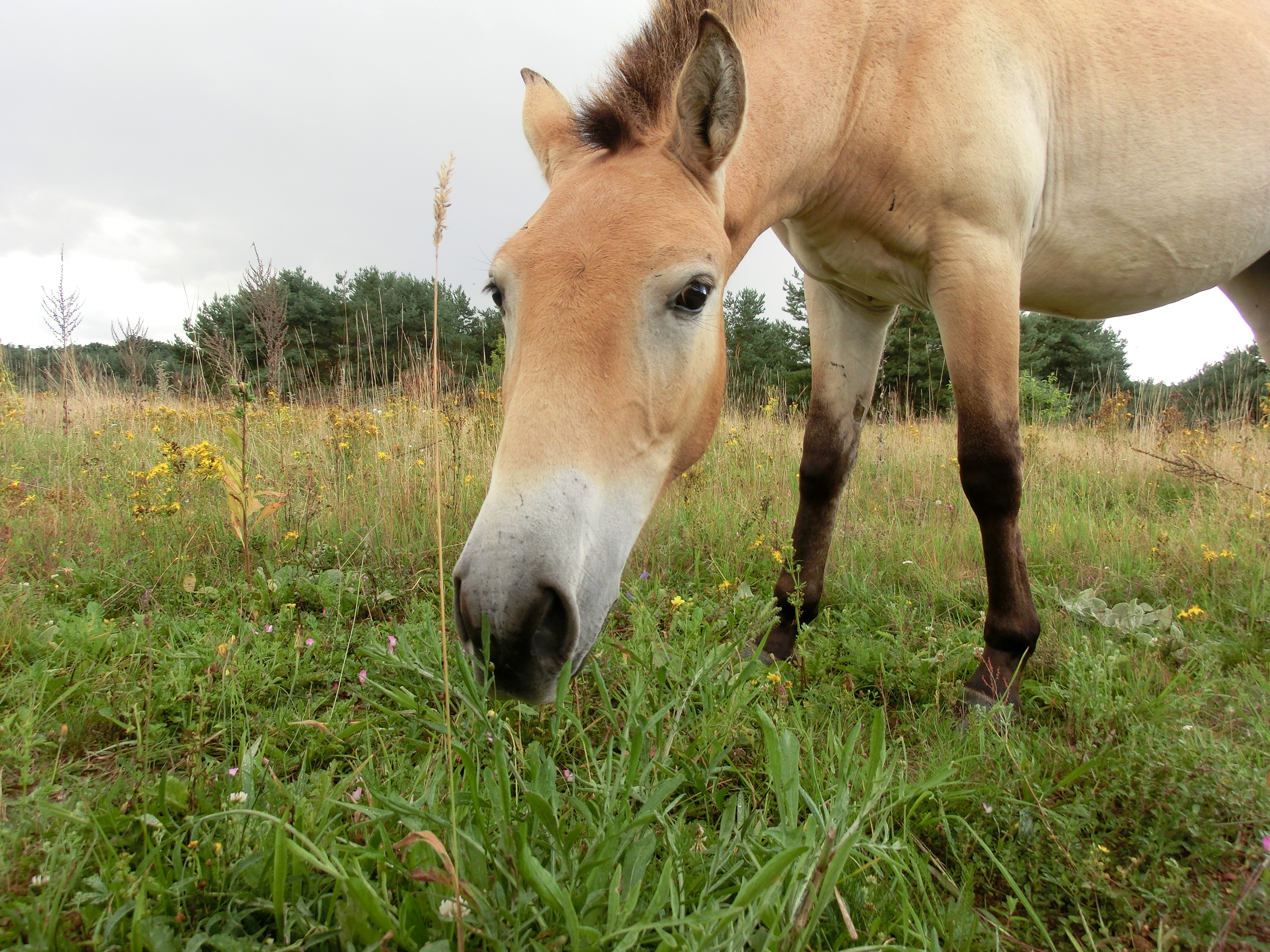
Porträt einer jungen Przewalski-Stute (2014)

Für die Schutzziele ist es wichtig, die Sand- und Heideflächen dauerhaft offen und nährstoffarm zu halten. Zu diesem Zweck ist eine Nährstoffarmut fördernde Bewirtschaftung durch Beweidung notwendig. Der Gehölzaufwuchs im Offenbereich ist regelmäßig zu kontrollieren und nach Bedarf zu entfernen. Die zeitweilig wasserführenden kleinen Tümpel mit ihren Verlandungszonen sollen erhalten werden. Im Bereich der ehemaligen Raketenstellung wurde zur Verbesserung des gestörten Bodens nährstoffarmer Tiefensand aufgeschüttet. Außerdem wurden Lesesteinhaufen angelegt. Der Waldbereich soll strukturreich entwickelt werden und genug Totholz und Altbäume aufweisen.
Landschaftspflege durch Przewalski-Pferde
In Kooperation des Bundesforsts mit der Unteren Naturschutzbehörde wurde ein Beweidungskonzept durch Przewalski-Pferde entwickelt. Damit ist das Gebiet „In den Rödern“ neben der Hohen Warte bei Gießen und dem ehemaligen Campo Pond bei Hanau der dritte Konversionsstandort in Hessen, an dem die seltenen Przewalski-Pferde zur Landschaftspflege eingesetzt werden. Die Wildpferde beweiden ganzjährig die Flächen, fressen auch Brombeeren und Sträucher, und halten somit die Flächen offen. Sie sind dafür besonders geeignet, da sie den Sandboden mit ihren Hufen auflockern und außerdem beim Wälzen flache Kuhlen im Boden hinterlassen.
2013 wurden die Grundvoraussetzungen zur Haltung der Pferde geschaffen: Verlegung von Wasser und Strom, Bau von Koppelzaun und Unterstand, wobei der Boden vorher auf Munitionsreste untersucht werden musste. Innerhalb der Koppel wurde ein umzäunter Rundgang mit Beobachtungshügel auf der ehemaligen Panzerrampe angelegt.
Im Juni 2014 wurden schließlich fünf einjährige Stuten aus dem Zürcher Tierpark Langenberg in das Gebiet gebracht. Die Tiere werden regelmäßig betreut. 2017 ergänzte ein junger Hengst die kleine Herde. Die Hoffnung auf Nachwuchs für das Erhaltungszuchtprogramm hat sich bislang jedoch nicht erfüllt, so dass dieser Hengst 2021 in das Wildgehege beim Muna-Gelände Münster weiterverlegt wurde.
Die außerhalb der Koppel gelegenen Flächen werden extensiv durch Schafe beweidet sowie gelegentlich gemäht.

## Informationen für Besucher
Mehrere Infotafeln informieren über das Schutzgebiet und seine besondere Tier- und Pflanzenwelt. Von 2014 bis etwa 2019 bot die Stadt Babenhausen auch Führungen zu den Przewalski-Pferden an, derzeit (Mai 2022) finden sie jedoch nicht mehr statt. Zum Schutz der Pferde ist der innere Rundgang meist abgesperrt.